# Valeriano Castiglione
Cet article comprend des extraits de la Biographie universelle ancienne et moderne de Louis-Gabriel Michaud. Il est possible de supprimer cette indication, si le texte reflète le savoir actuel sur ce thème, si les sources sont citées, s'il satisfait aux exigences linguistiques actuelles et s'il ne contient pas de propos qui vont à l'encontre des règles de neutralité de Wikipédia.
L’abbé don Valeriano Castiglione, né à Milan le 3 janvier 1593 et mort dans la même ville en 1663, est un écrivain italien du XVIIe siècle, historiographe de la maison de Savoie.

## Biographie
Il entre dans l’Ordre des Bénédictins en 1610, et s’y distingue tellement par son éloquence, qu’il est élevé au titre de prieur par Innocent X. Louis XIII, roi de France, et Charles-Emmanuel, duc de Savoie, font de lui leur historiographe. Il vit longtemps au couvent des Augustins de Turin, et meurt à Milan.

## Œuvres
- Clio, poème italien, consacré au cardinal Frédéric Borromée ; Milan, 161,6 in-4° ;
- L’Accoglienze del Cielo ; Pavie, 1618 : c’est un recueil de poèmes italiens, publiés sous le nom académique de il Brillante ;
- Il Vino, discorso agli signori Academicii Filarmonici di Verona ; Milan, 1624, in-4° ;
- Elogium de gestis heroicis Caroli-Emmanuelis de Sabaudia ; Vérone, 1626 ;
- Relazione dell’origine del fiume Po ; Cuneo, 1627 ;
- Statista regnante applicato al governo del duca Carlo Emanuele I ; ibid., 1628, et Turin, 1630, in-4° ;
- Lettere su l'opere dell'illustrissimo Signor Gio. Francesco Loredano ; ibid., 1642, in-12 ; Venise, 1643, in-12 ;
- Historia della reggenza di Madama Reale ; Turin, 1656 ;
- Ricevimenti fatti alla Reina Sueur ; ibid., 1656 ;
- Celestino IV Papa Milanese, nipote di papa Urbano III, Crivello Milanese ; conservato alla famiglia ed alla patria ; 1661 ;
- Elenchus omnium operum quæ pro serenissima domo Sabaudica vel impressa vel ms. composuit ; Turin, 1662, in-fol. ;
- Istoria delle rivoluzioni del Piemonte, in-fol., sans date ni lieu d’impression ;
- Des poésies diverses dans de nombreux recueils.